# Heath Freeman
Heath Freeman (23. června 1980 New York – 14. listopadu 2021 Austin) byl americký filmový a televizní herec. Byl známý hlavně díky svým rolím Gavina Dillona v americkém dramatickém seriálu Raising the Bar a Howarda Eppse v seriálu Sběratelé kostí. Dále si zahrál například i v seriálu Námořní vyšetřovací služba. Freeman zemřel v roce 2021 ve věku 41 let.

## Filmografie

### Film
| Rok  | Titul                       | Role             | Poznámky                             |
| ---- | --------------------------- | ---------------- | ------------------------------------ |
| 2001 | The Painting                | Randy Barrington |                                      |
| 2010 | Skateland                   | Brent Burkham    |                                      |
| 2011 | Coffees                     | Gusto            | krátký film                          |
| 2013 | All American Chrismas Carol | Jake Marley      |                                      |
| 2014 | Dark Was the Night          | Jim              |                                      |
| 2015 | Home Sweet Hell             | Benji            |                                      |
| 2015 | The Wicked Within           | Padre Patrick    |                                      |
| 2016 | Warrior Roud                | Rusty            |                                      |
| 2019 | Mary Pickford's Manifest    | Walter           |                                      |
| 2020 | Soft                        | ostraha          |                                      |
| 2021 | 12 Mighty Orphans           | Miller           |                                      |
| 2021 | The Outlaw Johnny Black     | Trenér Cox       |                                      |
| 2022 | Devil's Fruit               |                  | film bude zveřejněn až po jeho smrti |
| 2022 | Terror on the Prairie       |                  | film bude zveřejněn až po jeho smrti |

### Televize
| Rok     | Název                         | Role                       | Poznámka    |
| ------- | ----------------------------- | -------------------------- | ----------- |
| 2001    | ER                            | Kevin                      |             |
| 2002    | The Wonderful World of Disney | Patrick Daly               |             |
| 2003    | Tru Calling                   | Cameron                    |             |
| 2003    | Námořní vyšetřovací služba    | Benjamin Frank             |             |
| 2005    | Medical                       | Josh                       |             |
| 2005–07 | Sběratelé kostí               | Howard Epps                | hlavní role |
| 2007    | Closer (seriál)               | Roger Stimple              |             |
| 2008    | Trust Me                      | Andrew Hunter              |             |
| 2009    | Without a Trace               | Keith Baldwin              |             |
| 2008–09 | Raising the Bar               | Gavin Dillon               | hlavní role |
| 2009–10 | Spartakus                     | Albinius / Glaber / Crixus |             |
| 2011    | Torchwood                     | Agent Joe                  |             |